# Visé
Visé (tiếng Hà Lan: Wezet) là một đô thị và thành phố ở vùng Wallonie của Bỉ, bên sông Meuse, trong tỉnh Liège.
Đô thị này gồm các đô thị cũ Visé, Lanaye, Lixhe, Richelle, Argenteau và Cheratte.

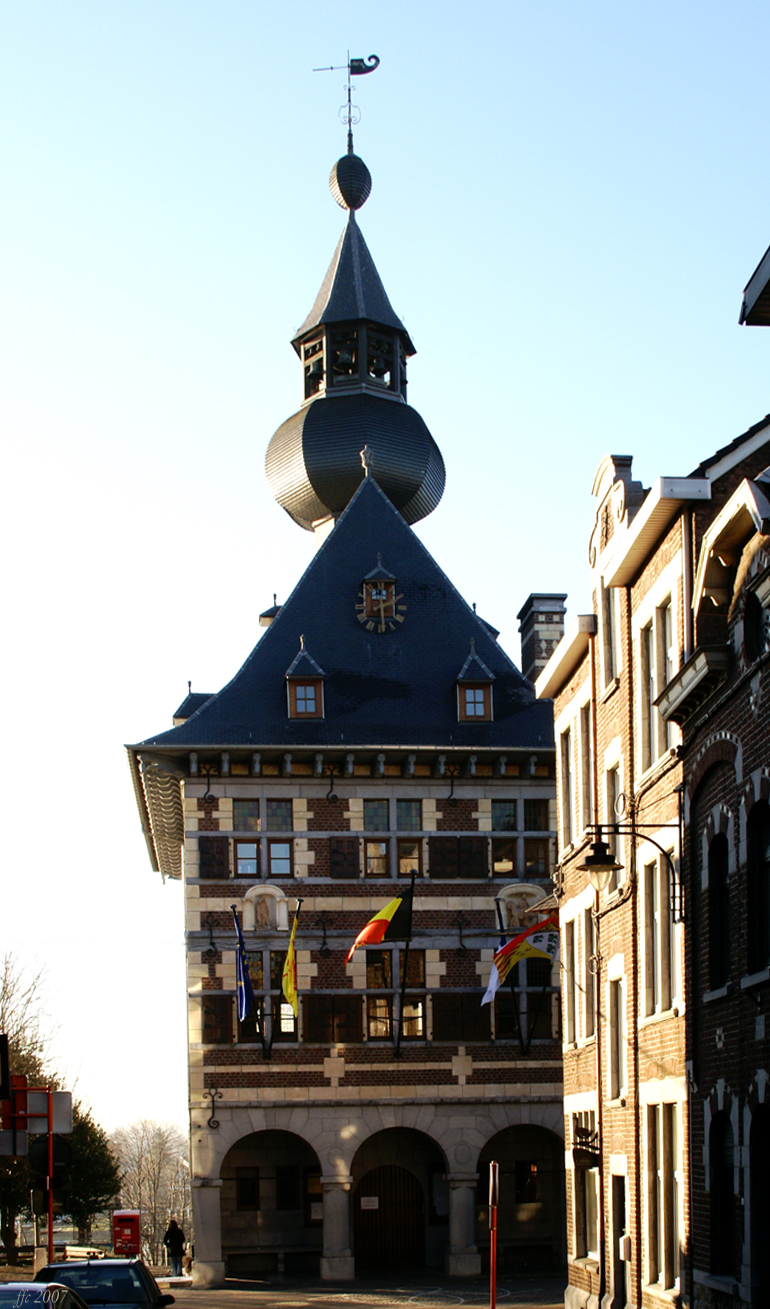
Tòa thị chính of Visé

Ở phía bắc, đô thị này giáp Hà Lan.